# Seznam představitelů Třebíče

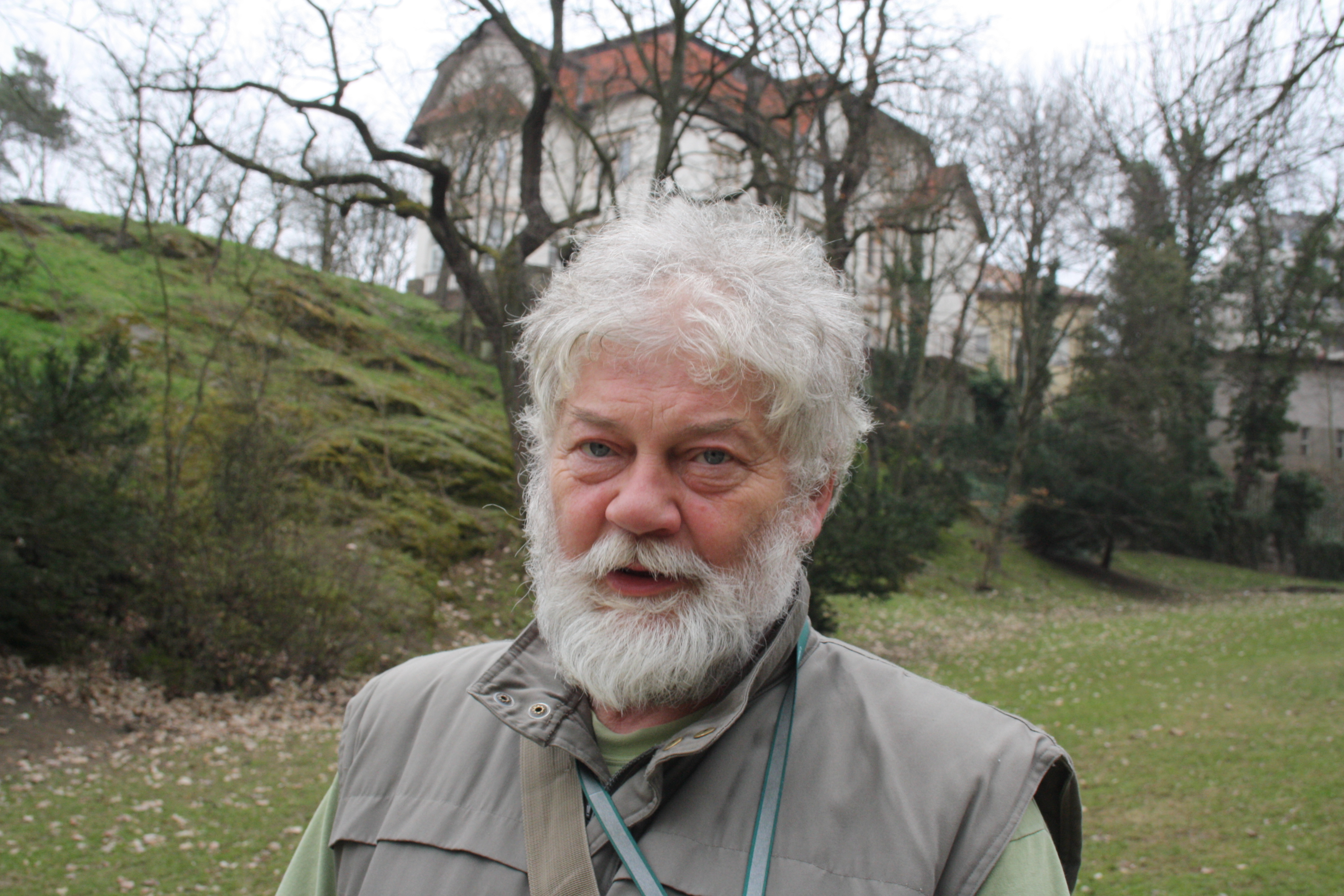
Starosta Třebíče od roku 1990 do roku 1998 a znovu od roku 2010 do roku 2014, Pavel Heřman

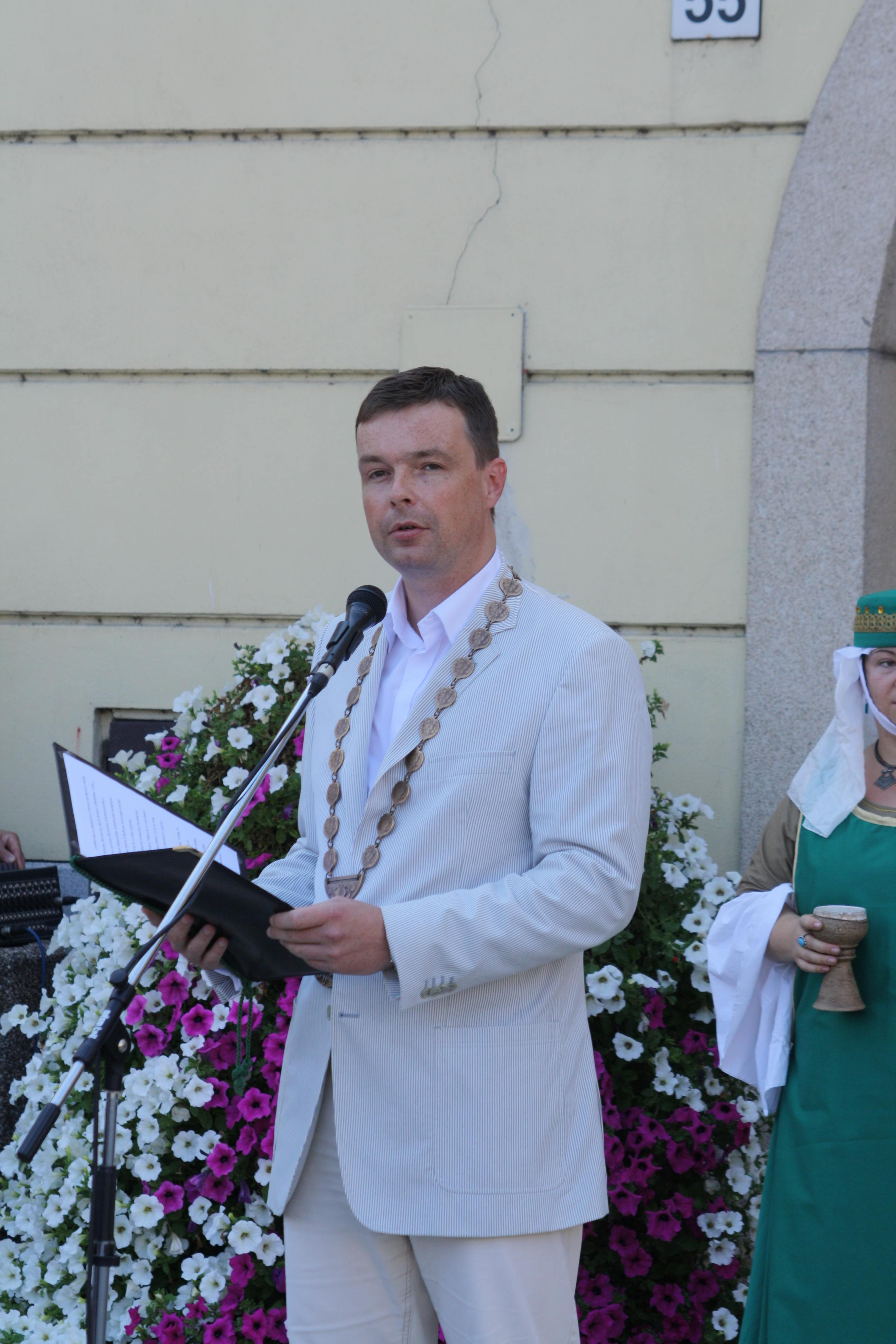
Starosta Třebíče od roku 2006 do roku 2010, Ivo Uher

Seznam představitelů Třebíče je soupis všech starostů a předsedů městských národních výborů ve městě Třebíči od roku 1850. V březnu tohoto roku přestal fungovat třebíčský magistrát a syndik i magistrátní úředníci přešli do služeb úřadu státu. Podle březnové ústavy a poté i podle principů Bachova absolutismu došlo ke zrušení poddanství a hlavně k navození obecní samosprávy. Od té doby začaly být obce nejnižší jednotkou státu a podléhaly vyšším úřadům. Prvním třebíčským voleným starostou byl Martin Hassek.
Od roku 2019 je v budově radnice města Třebíče vystavena výstava portrétů třebíčských starostů.

## Starostové
| Představitel          | Portrét                    | Pozice                  | Rok narození                | Rok působení                |
| --------------------- | -------------------------- | ----------------------- | --------------------------- | --------------------------- |
| Jan Baptista Hladík   |                            | purkmistr               |                             | 1787–1805                   |
| Antonín Thomerle st.  |                            | purkmistr               |                             | 1806–1818                   |
| Josef Strniště        |                            | purkmistr               |                             | 1818–1820                   |
| Matěj Brzkovský       |                            | purkmistr               |                             | 1821–1830                   |
| Josef Kliment         |                            | purkmistr               |                             | 1830–1850                   |
| Martin Hassek         | Martin Hassek              | starosta                | 26. září 1796–9. ledna 1862 | 1850–1857                   |
| Karel Fundulus starší | Karel Fundulus starší      | starosta                | 1799–1881                   | 1857–1867                   |
| Ignát Přerovský       | Ignác Přerovský            | starosta                | 1826–1885                   | 1867–1873                   |
| Jan Kuraczek          |                            | starosta                |                             | 1873                        |
| Karel Fundulus mladší |                            | starosta                | 1839–1915                   | 1873–1879                   |
| Augustin Fundulus     |                            | starosta                | 1841–1896                   | 1879–1882                   |
| Alois Hassek          | Alois Hassek               | starosta                | 1843–1883                   | 1882–1883                   |
| Jan František Kubeš   |                            | starosta                | 1842–1925                   | 1883–1905                   |
| Karel Přerovský       |                            | starosta                | 1861–1950                   | 1905–1919                   |
| Jaroslav Hrabák       |                            | starosta                | 1876–1953                   | 1919–1924                   |
| Karel Přerovský       |                            | vládní komisař          | 1861–1950                   | 5. 4. 1924 do 30. 10. 1924  |
| František Řehůřek     |                            | starosta                |                             | 31. 10. 1924 do 5. 12. 1924 |
| Otakar Jakubský       |                            | předseda správní komise | 1883–1963                   | 5. 12. 1924 do 23. 12. 1924 |
| Otakar Jakubský       |                            | předseda správní komise | 1883–1963                   | 23. 12. 1924 do 29. 4. 1925 |
| Augustin Kliment      |                            | starosta                | 1889–1953                   | 29. 4. 1925 do 2. 9. 1925   |
| Josef Vaněk           |                            | starosta                | 1887–1944                   | 2. 9. 1925 – 19. 2. 1927    |
| Josef Vaněk           |                            | v čele správní komise   | 1887–1944                   | 19. 2. 1927 – 10. 4. 1927   |
| Josef Vaněk           |                            | starosta                | 1887–1944                   | 10. 4. 1927 – 20. 10. 1931  |
| Josef Vaněk           |                            | starosta                | 1887–1944                   | 20. 10. 1931 – 30. 6. 1938  |
| Josef Vaněk           |                            | starosta                | 1887–1944                   | 30. 6. 1938 – 1. 9. 1939    |
| Karel Dusík           |                            | úřadující náměstek      |                             | 1. 9. 1939 – 27. 2. 1941    |
| Josef Nykl            |                            | vládní komisař          |                             | 27. 2. 1941 – 7. 5. 1945    |
| Antonín Sedlák        |                            | starosta                | 1891–1963                   | 7. 5. 1945 – 1946           |
| Antonín Brabec        |                            | starosta                | 1901–1977                   | 1946–1950                   |
| Julius Havelka        |                            | starosta                |                             | 1950–1951                   |
| Jaroslav Joura        |                            | předseda MNV            | 1910–1975                   | 1951–1957                   |
| Karel Kliment         |                            | předseda MNV            | 1897–1983                   | 1957–1960                   |
| Jan Ujčík             |                            | předseda MNV            |                             | 1960–1971                   |
| Alois Rychlý          |                            | předseda MNV            |                             | 1971–1976                   |
| Miloslav Sedláček     |                            | předseda MNV            |                             | 1976–1981                   |
| Zdeněk Nováček        |                            | předseda MNV            | zemřel 1988                 | 1981–1988;                  |
| Karel Janíček         |                            | předseda MNV            | narozen 1942                | 1988–1990                   |
| Lubomír Vostal        |                            | předseda MNV            |                             | 13. 3. 1990 – 23. 11. 1990  |
| Pavel Heřman          | Pavel Heřman v květnu 2010 | starosta                | 1949                        | 1990–1998                   |
| Pavel Janata          | Pavel Janata v říjnu 2016  | starosta                | 1960                        | 1998–2000                   |
| Miloš Mašek           |                            | starosta                | 1945                        | 2000–2006                   |
| Ivo Uher              | Ivo Uher v srpnu 2010      | starosta                | 1973                        | 2006–2010                   |
| Pavel Heřman          | Pavel Heřman v květnu 2010 | starosta                | 1949                        | 2010–2014                   |
| Pavel Janata          | Pavel Janata v říjnu 2016  | starosta                | 1960                        | 2014–2018                   |
| Pavel Pacal           | Pavel Pacal v roce 2010    | starosta                | 1974                        | 2018–                       |